# Jia Yuping
Jia Yuping (chiń. 贾雨平; ur. 3 marca 1986  w Liaoning) – chińska biathlonistka, mistrzyni świata juniorów w sztafecie w 2002.

## Osiągnięcia

### Mistrzostwa Świata
| Rok  | Miejsce    | IN | SP | PU | MS | RL |
| 2007 | Anterselva |    | 69 |    |    |    |

### Mistrzostwa Świata Juniorów
| Rok  | Miejsce              | IN | SP | PU | MS | RL |
| 2002 | Ridnaun              | 47 | 12 | 16 |    | 1  |
| 2003 | Kościelisko          | 60 | 33 | 35 |    |    |
| 2004 | Haute Maurienne      | 43 | 46 | 28 |    | 11 |
| 2007 | Martell-Val Martello | 31 | 33 | 30 |    |    |

IN – bieg indywidualny, SP – sprint, PU – bieg pościgowy, MS – bieg ze startu wspólnego, RL – sztafeta